# Karelsk-finska SSR
Karelsk-finska socialistiska sovjetrepubliken, förkortat Karelsk-finska SSR var en sovjetrepublik, en delstat i Sovjetunionen, i den sovjetiska (östra) delen av Karelen mellan 1940 och 1956. Den avskaffades av Nikita Chrusjtjov.

## Historia

Karelsk-finska frimärken från 1941.

Republiken bildades ur Karelska ASSR i Ryska SFSR den 31 mars 1940. Huvudort i Karelsk-finska SSR var Petrozavodsk. Republiken leddes av Otto Ville Kuusinen, den finske kommunisten som Stalin i samband med den sovjetiska invasionen av Finland 1939 hade placerat i ledningen för Terijokiregeringen. Den 16 juli 1956 blev republiken återigen en del av Ryska SFSR som det omskapade Karelska ASSR.
Karelsk-finska SSR motsvaras av det som nu är Karelska republiken inom Ryska federationen.

## Befolkning
Av befolkningen utgjorde 1939 karelare och finnar cirka två femtedelar och ryssar tre femtedelar. Under 1940-talet inträffade stora förändringar i befolkningens sammansättning genom folkförflyttningar. Befolkningstätheten (1941 i medeltal 3,4 inv/km2) minskades snabbt i nordlig riktning.
De viktigaste städerna var Petrozavodsk (cirka 80 000 invånare 1941), Kem (16 700), Kondopoga (14 000), Medvezjegorsk (13 400), Belomorsk (13 500) och Sordavala (13 000).

## Geografi
Karelsk-finska SSR omfattade nordvästra delen av Sovjetunionen, gränsade i väster till Finland, i norr till Murmanskområdet och Kandalaksjabukten, i öster till Vita havet och Archangelskområdet och i söder till Vologda- och Leningradområdet. Karelsk-finska SSR utgjorde i geologiskt och landskapligt avseende en del av Fennoskandia. Det är ett urbergets, sjöarnas och skogarnas land. En sjättedel av Karelsk-finska SSR:s areal utgjordes av sjöar, som sinsemellan var förenade genom strida och föga segelbara floder med många forsar och vattenfall.
Klimatet var strängt, nederbörden uppgick till över 500 mm om året, vilket i samband med den låga avdunstningen lätt förorsakade markförsumpningar. Förutsättningarna för odling av brödsäd var inte stora. Åkerarealen uppgick 1941 till 152 600 hektar, d.v.s. c:a 0,8 procent av den totala arealen, den besådda arealen 1946 endast till 77 700 hekar. Stora delar av landet var uppfyllda av skogar (9,8 miljoner hektar eller 55 procent av totalytan) och kärrmarker. Skogsbeståndet utgjordes huvudsakligen av tall- (60%), gran- (33%) och björkskogar. Den årliga skogstillväxten beräknades till 16 miljoner m3.

## Näringsliv
I fråga om export av trävaror kom Karelsk-finska SSR på andra plats efter Archangelskområdet inom Sovjetunionen. Skogs-, såg-, cellulosa-, pappers- och skidindustrierna svarade för c:a tre femtedelar av Karelsk-finska SSR:s hela produktion, andra industrigrenar och jordbruket vardera en femtedel. En viss betydelse hade också fisket vid Vita havets kuster och i insjöarna. Karelsk-finska SSR hade stora tillgångar på byggnadsmaterial, särskilt granit, diabas, marmor, cementlera och glimmer. Sjömalm fanns i flera sjöar, järnmalm framför allt i närheten av Petrozavodsk och Pudozjgorsk (titanomagnetiter). Nya järn-malmsfyndigheter upptäcktes 1945—46 vid Himola. Vidare fanns förekomster av zink, tenn, bly (Prjazja), silver, koppar (Pitkäranta), molybden (Uhtua), baryt m.m.
Nya kraftstationer byggdes vid Kondopoga och Solomennoje. De viktigaste trafiklederna var den 1915—17 anlagda Murmanbanan (Leningrad—Petrozavodsk—Murmansk) med bibanor och den 1931—33 byggda Stalinkanalen (227km) mellan Vita havet och Onega; kanalen skadades svårt under andra världskriget men var sedan 1946 åter i användning.